# فرودگاه موگادور
فرودگاه موگادور (به انگلیسی: Mogador Airport) یک فرودگاه همگانی با کد یاتا ESU است که یک باند فرود آسفالت و آسفالت دارد و طول باند آن ۲۱۰۰ متر است. این فرودگاه در شهر صویره کشور مراکش قرار دارد و در ارتفاع ۱۱۷ متری از سطح دریا واقع شده‌است.

## شرکت‌های هواپیمایی و مقصدهای پروازی
| شرکت‌های هواپیمایی | مقصدهای پروازی           |
| ----------------- | ------------------------ |
| ایزی‌جت            | لوتن لندن                |
| ترنسویا فرانس     | اورلی                    |
| TUI fly Belgium   | فصلی: بروکسل جنوب شرلروآ |